# Jean-Paul Salomé
Jean-Paul Salomé (França, 14 de setembro de 1960) é um cineasta e roteirista francês.